# Москаленко Михайло Іларіонович
Москале́нко Миха́йло Іларіо́нович (8 листопада 1919, село Вільне Запоріжжя, нині Новобузького району Миколаївської області — 26 вересня 1943, Зелений Гай Токмацького району Запорізької області, УРСР) — радянський військовик, учасник Другої світової війни, Герой Радянського Союзу (1943).

## Біографія
Українець. Член ВКП(б) з 1941 року.
Після закінчення середньої школи вступив на фізико-математичний факультет Херсонського педагогічного інституту. До РСЧА був призваний Новобузьким РВК у 1941 році (пішов добровольцем). Після закінчення курсів молодших лейтенантів призначений командиром вогневого взводу окремого гвардійського дивізіону 120-мм мінометів 9-ї гвардійської стрілецької бригади Північно-Кавказького фронту. Учасник німецько-радянської війни з липня 1942 року. Брав участь у боях північно-східніше Туапсе, за станиці Смоленська і Кримська.
Особливо командир вогневого взводу 309-го гвардійського стрілецького полку 109-ї гвардійської стрілецької дивізії 4-го Українського фронту гвардії лейтенант М. І. Москаленко відзначився 26 вересня 1943 року під час прориву сильно укріпленої оборони супротивника поблизу села Зелений Гай. Підтримуючи наступ піхоти його взвод вів вогонь по ворогу. Коли нацисти великими силами при підтримці танків пішли у контрнаступ, лейтенант Москаленко, навіть важко поранений, не залишав своїх позицій до останнього снаряду.
Похований у братській могилі в селі Зелений Гай Токмацького району Запорізької області.

## Нагороди
Указом Президії Верховної Ради СРСР від 1 листопада 1943 року за особисту мужність, відвагу і героїзм, виявленні на фронті боротьби з німецько-нацистськими загарбниками, гвардії лейтенантові Москаленку Михайлу Іларіоновичу присвоєне звання Героя Радянського Союзу (посмертно).
Нагороджений орденом Леніна (01.11.1943) та медаллю «За відвагу» (21.05.1943).

## Пам'ять
Ім'ям М. І. Москаленка названо вулицю в місті Новий Буг Миколаївської області та центральну вулицю села Вільне Запоріжжя, на якій він жив до війни.
У Новому Бузі Миколаївської області на честь Михайла Москаленка названо школу № 7, і встановлено меморіальну дошку
У селі Вільне Запоріжжя встановлено погруддя та названо колгосп на честь Михайла Москаленка: «ПОСП ім. Москаленка»
У Херсоні, на фасаді будівлі педагогічного інституту встановлено меморіальну дошку.